# Everytown for Gun Safety

Logo von Everytown for Gun Safety

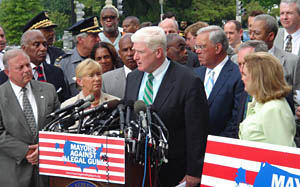
Der Kongressabgeordnete Jim Moran (D) spricht auf einer Veranstaltung von Mayors Against Illegal Guns (2010).

Everytown for Gun Safety (engl. für: „Jede Stadt für Schusswaffensicherheit“; kurz oft: Everytown) ist eine amerikanische Non-Profit-Organisation mit Sitz in New York City, die sich für Waffenkontrolle und gegen Waffengewalt einsetzt.
Everytown entstand 2014 aus dem Zusammenschluss der Organisationen Mayors Against Illegal Guns und Moms Demand Action for Gun Sense in America. Die Organisation wurde von dem Unternehmer, Politiker und Philanthropen Michael Bloomberg gegründet, der sie zu einem großen Teil auch finanziert.
Die Organisation hat es sich zur Aufgabe gesetzt, Politiker, Presse und Öffentlichkeit über die Folgen von Waffengewalt aufzuklären und Anstrengungen zu fördern, die darauf abzielen, Kriminelle am Schusswaffenbesitz zu hindern. In jüngerer Zeit setzt sie sich insbesondere dafür ein, Personen, die Schusswaffen erwerben wollen, generell einem Background Check zu unterziehen, bei dem unter anderem Vorstrafen recherchiert werden. Darüber hinaus führt Everytown auch eigene Forschung zum Thema Waffengewalt durch.

## Entstehung
Mayors Against Illegal Guns (MAIG) wurde im April 2006 auf einem Gipfeltreffen gegründet, zu dem Michael Bloomberg, der zu diesem Zeitpunkt Bürgermeister von New York City war, seinen Bostoner Amtskollegen Thomas Menino eingeladen hatte. Bloomberg und Menino teilten sich den Vorsitz des Bündnisses. An der Erstunterzeichnung der Koalitionsprinzipien waren 15 Bürgermeister beteiligt. Ende 2014 gehörten der Koalition bereits 855 Bürgermeister an.

Logo von Moms Demand Action for Gun Sense in America

Im April 2014 schlossen MAIG sich mit Moms Demand Action zusammen. Die neue Dachorganisation erhielt den Namen Everytown for Gun Safety. Der Gründung waren ein knappes Jahr zuvor Debatten vorausgegangen, die im US-Senat über Änderungen des föderalen Waffenrechts geführt worden waren. Hintergrund dieser Debatten war der Amoklauf an der Sandy Hook Elementary School im Dezember 2012 gewesen; die Senatoren Joe Manchin (D) und Pat Toomey (R) hatten sich dabei erfolglos für ein Gesetz eingesetzt, das Personen, die auf Schusswaffenmessen (Gun Shows) oder im Internet Waffen erwerben wollen, zu einem Background Check zwingt.
Bloomberg hat erklärt, mit Everytown habe eine Organisation geschaffen werden sollen, die der National Rifle Association (NRA) an politischem Einfluss gleichziehen könne.

## Positionen
Everytown ist unter anderem mit folgenden Positionen und politischen Forderungen in Erscheinung getreten:

### Background Checks
Die Organisation setzt sich für eine Ausdehnung der Background Checks von Personen ein, die Schusswaffen erwerben wollen, und fordert entsprechende Änderungen der bundesstaatlichen und der föderalen Gesetze. Sie hält es für notwendig, dass unterschiedslos bei jedem Erwerb von Schusswaffen Background Checks durchgeführt werden („universal background checks“). Everytown plädiert dafür, dass der Background Check nicht nur eine Prüfung des Strafregisters, sondern auch eventuell vorhandener psychiatrischer Akten umfassen soll.
Im Nachbarland Kanada sind solche Background Checks bereits gesetzlich vorgeschrieben. Eine entsprechende Novellierung der amerikanischen Bundesgesetze, die Barack Obama nach dem Amoklauf an der Sandy Hook Elementary School (2012) eingeleitet hatte, wurde 2017 von Donald Trump wieder aufgehoben.

### Beziehungsgewalttäter
Everytown unterstützt die Schaffung von Gesetzen, die Personen, welche wegen häuslicher Gewalt aktenkundig geworden sind, am Erwerb von Schusswaffen hindern. Eigene Forschungen, die Everytown durchgeführt hat, ergaben, dass in Bundesstaaten, die einen entsprechenden Background Check verlangen, weniger Personen Waffengewalt durch ihren Sexualpartner erleiden als in Staaten, die solche Prüfungen nicht verlangen. Im Jahre 2014 hat Everytown sich insbesondere in sechs Bundesstaaten dafür eingesetzt, dass Personen, die wegen häuslicher Gewalt rechtskräftig verurteilt worden sind oder ein Kontaktverbot (violence restraining order) auferlegt bekommen haben, keine Schusswaffen erwerben dürfen: Louisiana, Minnesota, New Hampshire, Vermont, Washington und Wisconsin.
In den Vereinigten Staaten werden pro Monat etwa 50 Frauen von ihren gegenwärtigen oder ehemaligen Partnern erschossen.

### Schusswaffenunfälle mit Kindern
Die Organisation setzt sich für eine Technologie ein, die Schusswaffen sicher macht, und für Gesetze, die eine sichere Aufbewahrung von Schusswaffen verlangen. Dadurch soll vor allem verhindert werden, dass Kinder durch Schusswaffen zu Schaden kommen.
In einer 2017 veröffentlichten Studie wurde aufgezeigt, dass in den USA im Zeitraum von 2012 bis 2014 jährlich durchschnittlich 5790 Kinder bis zu 17 Jahren wegen Schussverletzungen eine Krankenhausnotaufnahme in Anspruch haben nehmen müssen. Etwa 21 % davon waren einem Schusswaffenunfall zum Opfer gefallen. Die Zahl der Kinder, die durch Schusswaffenunfälle starben, hatte im selben Zeitraum durchschnittlich 1297 pro Jahr betragen.

### Schusswaffenschmuggel und illegaler Schusswaffenhandel
Gesetze, die den Schmuggel und illegalen Handel mit Schusswaffen unter Strafe stellen, bestehen in den Vereinigten Staaten nur auf der Ebene der Bundesstaaten, nicht aber auf Bundesebene. Dies ist deshalb ungewöhnlich, weil Straftatbestände wie z. B. Carjacking, Bankraub, Kinderpornografie, Kreditkartenbetrug oder Computerkriminalität, die ebenfalls dazu tendieren, die Jurisdiktion der einzelnen Bundesstaaten zu überschreiten, eben aus dem letztgenannten Grunde als federal crimes („Bundesverbrechen“) verfolgt werden. Anders als bei Straftaten, die allein unter die Jurisdiktion der Bundesstaaten fallen, können zur Verfolgung von federal crimes die Ressourcen der Bundespolizei und des United States Attorney genutzt werden. Everytown setzt sich dafür ein, Schusswaffenschmuggel und illegalen Schusswaffenhandel („gun trafficking“) per Gesetz als federal crime einzustufen.
In den Vereinigten Staaten werden jedes Jahr mehr als eine halbe Million Schusswaffen gestohlen, von denen viele als Hehlerware anschließend wieder verkauft werden.

### Position zu halbautomatischen Waffen
Anders als andere Waffenkontrollgruppen tritt Everytown gegenwärtig nicht mit Forderungen nach einem Verbot von halbautomatischen Schusswaffen (Assault weapons) in Erscheinung.
Der Kongress der Vereinigten Staaten hatte 1994 einen Violent Crime Control and Law Enforcement Act verabschiedet, der die Herstellung, die Weitergabe und den Besitz halbautomatischer Waffen bundesweit verbot. Das Gesetz war mit einer Auslaufklausel versehen gewesen und lief 2004 aus. Initiativen verschiedener Senatoren und Abgeordneter des Repräsentantenhauses, das Gesetz permanent zu machen, scheiterten. Die Bundesstaaten entscheiden seitdem wieder selbst, ob sie halbautomatische Waffen dulden oder verbieten wollen. Nur wenige Bundesstaaten machen von der Verbotsmöglichkeit Gebrauch.
Die Verwendung halbautomatischer Waffen erklärt die hohe Zahl von Todesopfern und Verletzten u. a. bei den Massakern von Columbine (1999), Aurora (2012), Sandy Hook (2012) und Orlando (2016). Zu den Organisationen, die sich für ein Verbot solcher Waffen einsetzt, zählt unter anderem das Giffords Law Center to Prevent Gun Violence.

### Position zum 2. Zusatzartikel
Everytown erhebt keine Forderungen, den 2. Zusatzartikel zur Verfassung der Vereinigten Staaten zu revidieren.
Dieser 1791 verabschiedete Zusatzartikel verbietet es der Bundesregierung, das Recht auf Besitz und Tragen von Waffen einzuschränken. Die amerikanischen Milizen waren auch über den Amerikanischen Unabhängigkeitskrieg hinaus ununterbrochen in kriegerische Auseinandersetzungen verwickelt geblieben, und der Zusatzartikel hatte sicherstellen sollen, dass die männlichen Einwohner wehrfähig blieben. Da seit dem Sezessionskrieg (1861–1865) auf amerikanischem Boden kaum noch nennenswerte militärische Konflikte ausgetragen wurden, ist das Fortbestehen des 2. Zusatzartikels in jüngerer Zeit hochkontrovers geworden. Eine Umfrage vom Februar 2018 hat gezeigt, dass 21 % der Amerikaner (Demokraten: 39 %, Republikaner: 8 %) eine Abschaffung des 2. Zusatzartikels begrüßen würden.

### Tiahrt-Amendment
Vor der Gründung von Everytown war es ein zentrales Ziel von Mayors Against Illegal Guns (MAIG) gewesen, das Tiahrt-Amendment außer Kraft zu setzen.

#### Hintergrund
Im Mittelpunkt dieses Gesetzes steht das National Tracing Center des Bureau of Alcohol, Tobacco, Firearms and Explosives (ATF). Diese Behörde, die dem Justizministerium der Vereinigten Staaten untersteht, ist die einzige Stelle in den USA, wo systematisch Informationen über mögliche Straftaten gesammelt werden, die mit Schusswaffen zu tun haben. Ihre Aufgabe ist es, die Strafverfolgungsbehörden zu unterstützen.
Das 2003 in Kraft getretene, nach seinem Initiator, dem Kongressabgeordneten Todd Tiahrt (R), benannte Gesetz verhindert, dass Informationen auch an Dritte weitergegeben werden. Informationen, die dennoch an Dritte gelangen, werden z. B. in der Zivilgerichtsbarkeit nicht als Beweismaterial anerkannt. Der Abgeordnete Tiahrt hat erklärt, das Gesetz sei notwendig, um die Privatsphäre von Schusswaffenbesitzern zu schützen und um einen Missbrauch der Informationen zu verhindern.

#### Kritik von MAIG am Tiahrt-Amendment
MAIG hat bei der Forderung nach Aufhebung des Tiahrt-Amendment folgende Gründe geltend gemacht:
- Das Gesetz hindert staatliche und kommunale Strafverfolgungsbehörden daran, Informationen über die Besitzgeschichte von Schusswaffen zu erlangen. Sie hindert örtliche Polizeibehörden daran, die Verkäufer illegal erworbener Waffen ausfindig zu machen, die Handelswege der Hehler zu untersuchen und zwischen individuellen Schusswaffenverbrechen Zusammenhänge erkennen zu können.[35] Michael Bloomberg, damals Bürgermeister von New York City, bezeichnete das Amendment als „eine Beleidigung Tausender von Polizisten, die der Bedrohung durch illegale Schusswaffen gegenüberstehen“.[36][37]
- Das Tiahrt-Amendment bestimmt, dass Background-check-Unterlagen, die im Rahmen des National Instant Criminal Background Check System erstellt werden, innerhalb von 24 Stunden wieder vernichtet werden müssen. MAIG argumentiert, dass dies die Fahndung nach kriminellen Schusswaffenhändlern erschwere; die Vorschrift erschwere es weiterhin, Strohmänner zu identifizieren und zu verfolgen, die Waffen für kriminelle Personen erwerben, welche einen Background Check nicht bestehen würden. Auch erleichtere sie es, Käufer davonkommen zu lassen, die einen Background Check nur aufgrund von Verfahrensfehlern bestanden haben.[38]
- Das Tiahrt-Amendment verwehrt dem Bureau of Alcohol, Tobacco, Firearms and Explosives die Autorität, die Bestände von Händlern nach verlorenen oder gestohlenen Schusswaffen zu durchsuchen. Unter den geltenden Gesetzen kann diese Behörde zugelassene Waffenhändler ohne Durchsuchungsbefehl nur einmal pro Jahr durchsuchen.[39]

#### Kontroverse um die Unterstützer der Kampagne
Bei seiner Initiative, das Tiahrt Amendment abzuschaffen, wurden MAIG unter anderem von zehn nationalen Polizeiorganisationen unterstützt, wie der International Association of Chiefs of Police, der International Brotherhood of Police Officers, der Major Cities Chiefs Association und dem Police Executive Research Forum. Wie das Brady Center to Prevent Gun Violence aufgewiesen hat, hat das Bureau of Alcohol, Tobacco, Firearms and Explosives für den Zeitraum vor 2003 keinen einzigen Fall nachweisen können, in dem durch Presseveröffentlichungen von Daten aus dem National Tracing Center Polizeibeamte zu Schaden gekommen wären.
Nachdem das House Committee on Appropriations Versuche, das Gesetz aufzuheben, zurückgewiesen hatte, ging das Senate Committee on Appropriations noch einen Schritt weiter und stimmte im Juli 2007 einem Gesetz zu, das – laut New York Times – „Strafverfolgungsbeamte, die Gun-Tracing-Daten über eine spezifische Ermittlung hinaus benutzen, mit Haftzeit drohe, etwa für die Identifikation und Bekämpfung von Hehlereistrukturen“. Der Kongressabgeordnete Tiahrt entgegnete 2007:

Es geht um eine Kampagne, die auf die Aufhebung des Tiahrt-Amendments drängt, welche es dem Bureau of Alcohol, Tobacco, Firearms and Explosives (ATF) untersagt, Gun-Trace-Daten an die Öffentlichkeit herauszugeben. Die Gun-Trace-Datenbank enthält ermittlungsspezifische Informationen und ist Strafverfolgungsbehörden und Staatsanwälten für Kriminalermittlungen zugänglich. Das AFT und der Fraternal Order of Police (FOP), die größte Polizeiorganisation des Landes, unterstützen das Tiahrt-Amendment und haben seit 2003 alljährlich seine Wiederautorisierung gefordert. Beide Organisationen machen geltend, dass eine Aufhebung des Tiahrt-Amendment laufende Kriminalermittlungen gefährden und das Leben von Undercover-Polizisten gefährden würde … Hinter der Aufhebungs-Kampagne steht die Organisation Mayors Against Illegal Guns. Diese Gruppe behauptet, von einer Vielzahl von Polizeichefs im ganzen Land unterstützt zu werden, was auch laut dem Nationalen FOP-Präsidenten Chuck Canterbury irreführend ist:
„Die Bürgermeister wollen deshalb, dass Sie glauben, dass die Polizei sie bei der Freigabe von Gun-Tracing-Informationen unterstützt, weil viele ihrer Angestellten – insbesondere Polizeichefs, die dem Bürgermeister oft zu Willen sind – ihre Koalition öffentlich unterstützt haben,“ erklärte Canterbury. „Aber die Polizisten im Dienst, die tatsächlich mit Fällen illegaler Waffen arbeiten, wissen, dass die Freigabe empfindlicher Informationen über laufende Fälle die Integrität einer Ermittlung aufs Spiel setzen oder sogar das Leben von Undercover-Polizisten in Gefahr bringen kann. Aus diesem Grunde hat der Fraternal Order of Police die Regelung zum Schutz von Gun-Trace-Daten – jetzt als Tiahrt-Amendment bekannt – immer unterstützt. Für die Männer und Frauen in Uniform, die illegale Waffen bekämpfen, ist das eine Frage der persönlichen Sicherheit und guter Polizeiarbeit.“

Der New Yorker Police Commissioner Ray Kelly, das Bureau of Alcohol Alcohol Tobacco Firearms and Explosives (ATF) und der FOP haben alle darum ersucht, dass das Gesetz Ermittlungen und Polizeibeamte schützt. Hoffentlich ist es wahr, dass kein einziger Polizeibeamter vor dem Inkrafttreten des Tiahrt-Schutzes je gestorben ist. Repräsentant Tiahrt schließt sich der FOP, dem ATF und anderen an in der Unterstützung einer Politik, die sicherstellen wird, dass das so bleibt.
Tatsächlich hatte Kelly jedoch an Veranstaltungen teilgenommen, auf denen eine Aufhebung des Tiahrt-Amendments verlangt wurde.

## Aktivitäten und Wirkung

### Walmart und Heeding God’s Call
Im April 2008 hat die Supermarktkette Walmart, die in den USA mehr Schusswaffen verkauft als irgendein anderer Anbieter, auf Drängen von Mayors Against Illegal Guns hin eine neue Verkaufspraxis eingeführt, um „dazu beizutragen, dass Schusswaffen nicht in die falschen Hände gelangen“. J. P. Suarez, einer der Top-Manager des Unternehmens, erklärte, dass Walmart ein Zehnpunkteprogramm für eine „Verantwortungsvolle Partnerschaft der Schusswaffen-Einzelhändler“ (Responsible Firearms Retailer Partnership) unterzeichnet habe, das dem Unternehmen helfen soll, „die Dinge, die wir bereits tun, feiner abzustimmen und unsere Standards weiter zu stärken.“ Er fügte hinzu: „Wir hoffen, dass andere Einzelhändler sich uns anschließen werden, indem sie unser Programm übernehmen.“
Die Responsible Firearms Retailer Partnership hat später Heeding God's Call beeinflusst, einen Zusammenschluss von Glaubensgemeinschaften in Philadelphia, die bei örtlichen Waffenhändlern darum wirbt, das Zehnpunkteprogramm zu übernehmen.

### Thune-Amendment
2009 führten Mayors Against Illegal Guns eine Kampagne gegen das Thune-Amendment (auch bekannt als Concealed Carry Reciprocity). Dieser von Senator John Thune (R) initiierte Vorschlag zur Ergänzung des Defense Authorization Bill hätte es Personen aus Bundesstaaten, in denen das verdeckte Mitführen von Schusswaffen legal ist, erlaubt, Waffen auch in solchen Bundesstaaten verdeckt mitzuführen, in denen dies verboten ist. Gegenwärtig entscheidet jeder Bundesstaat selbst, wie er mit Personen verfährt, die aus Bundesstaaten mit Mitführerlaubnis einreisen.
Mayors Against Illegal Guns warben gegen das Thune-Amendment in Hunderten von Zeitungen mit ganzseitigen Anzeigen und leisteten beim Senator Arlen Specter von Pennsylvania direkte Lobbyarbeit. Der NRA hatte die Gesetzesvorlage unterstützt. Diese wurde im Senat dann aber mit 58 zu 39 Stimmen abgelehnt.

### „Fix Gun Checks“
Nach dem Attentat von Tucson, bei dem 2011 unter anderem die Angehörige des Repräsentantenhauses Gabrielle Giffords (D) schwer verletzt wurde, starteten Mayors Against Illegal Guns eine Petition „Fix Gun Checks“ (deutsch etwa: „Background Checks für Schusswaffen in Ordnung bringen“), die von 250.000 Personen unterzeichnet wurde. Die Organisation veröffentlichte Forschungsdaten, aus denen hervorging, dass 18 Bundesstaaten für das Background-Check-System nicht einmal 100 psychiatrische Akten zur Verfügung gestellt hatten. Sie unterstützte auch den von Charles Schumer und Carolyn McCarthy vorgeschlagenen Fix Gun Checks Act. Weiterhin tourte die Organisation mit einem Informationsbus zwei Monate lang durch mehrere Staaten, um bei den Bürgern Sensibilität für Waffensicherheit zu wecken.

### Privater Waffenbesitz von Militärangehörigen
Im Jahre 2012 brachten Mayors Against Illegal Guns in Zusammenarbeit mit pensionierten Militäroffizieren eine Gesetzesvorlage des Kongresses zu Fall, die es Militärführern und Psychiatern verbieten sollte, Untersuchungen anzustellen oder Unterlagen darüber aufzubewahren, ob Militärangehörige privaten Besitz an Schusswaffen und Munition haben.

### Manchin-Toomey-Amendment
Im April 2013 warb die Organisation im US-Senat für die Verabschiedung eines Gesetzes, das einen Background Check für jeden Schusswaffenerwerb zwingend machen würde, der in kommerziellem Rahmen stattfindet. Dieses unter dem Namen Manchin-Toomey-Amendment (Amendment 715 des 113. US-Kongresses) geläufige Gesetz hätte die Anforderungen erweitert, die bei Waffenkäufen im Internet oder auf Schusswaffenmessen (Gun Shows) gelten. Die 60 benötigten Stimmen kamen im Senat aber nicht zusammen, sodass das Gesetz nicht verabschiedet wurde.
Nach der Abstimmung über das Manchin-Toomey-Amendment veröffentlichten Mayors Against Illegal Guns in 13 Bundesstaaten Anzeigen, die Senatoren, die den Gesetzesentwurf unterstützt hatten, lobten und solche, die ihn abgelehnt hatten, kritisierten. Für die Anzeigenkampagne wurden etwa 12 Millionen US-Dollar ausgegeben.

### „No More Names“
Unter dem Namen „No More Names“ (deutsch: „Keine Namen mehr“) führte die Organisation eine weitere Kampagne mit dem Informationsbus durch, der 100 Tage lang in 25 Bundesstaaten unterwegs war und um Unterstützung für eine Gesetzgebung warb, die Waffengewalt verhindern soll. Das am 14. Juni 2013 (6 Monate nach dem Amoklauf an der Sandy Hook Elementary School, Newtown) gestartete Programm wirbt für „Common-Sense-Gesetze, umfassende Background Checks eingeschlossen, die Schusswaffengewalt vermindern und Leben retten werden.“ Auf jeder der Stationen wurden „Überlebende von Schusswaffengewalt, Bürgermeister, religiöse Führer und andere Bürger“ eingeladen, „laut die Namen der Amerikaner [zu] verlesen, die seit Newtown mit Schusswaffen getötet worden sind.“ Ziel des Programms war es, die Mitglieder des US-Kongresses darin zu bestärken, „Common-Sense-Schusswaffengesetze zu verabschieden“.

### Volksbegehren für Background Checks
Im Vorfeld der Wahlen von November 2014 hat Everytown mehr als 100 Bewerber unterstützt, die sich in 28 Bundesstaaten für verschiedene politische Ämter beworben hatten. Im Bundesstaat Washington warb die Organisation für die Verabschiedung der Initiative 594, ein Volksbegehren, das schließlich angenommen wurde und dafür gesorgt hat, dass nun alle Schusswaffenkäufe einen Background Check voraussetzen. Everytown hat für diese Kampagne mehr als 3,2 Mio. US-Dollar ausgegeben und war damit unter den fünf größten Beitragsleistenden für die Washington Alliance for Gun Responsibility, die Gruppe, die sich für die Verabschiedung der Initiative eingesetzt hatte. Everytown stellte sich auch der Washington State Initiative 591 entgegen, einer von Schusswaffenrechtsgruppen unterstützten Gegeninitiative zur Initiative 594.
Die Initiative 594 wurde am 4. November 2014 mit 59,3 % Ja-Stimmen angenommen. Die Initiative 591, über die im selben Wahlgang abgestimmt wurde, erhielt lediglich 44,7 % Ja-Stimmen.
Everytown warb auch für die Wiederwahl des Gouverneurs von Colorado John Hickenlooper (D) und der Senatoren von Colorado, die 2013 die Verabschiedung von Gesetzen zur Prävention von Waffengewalt unterstützt hatten, darunter auch eines Gesetzes, das bei allen Waffenkäufen Background Checks verlangt.
Nach dem Erfolg der Kampagne in Washington State begann die Organisation eine ähnliche Kampagne in Nevada mit dem Ziel eines Volksbegehrens im Rahmen der Wahlen des Jahres 2016. Die Initiative wurde angenommen, vom Attorney General, Adam Laxalt, aber suspendiert, weil der vorgeschlagene Gesetzestext nach seiner Auffassung insofern undurchführbar wäre, als er eine Koordination mit dem Federal Bureau of Investigation erfordert. Die Gruppe, die die Initiative offiziell trug, Nevadans for Background Check, erhob am 4. Oktober 2017 gegen Laxalt und Gouverneur Brian Sandoval Klage und verlangte eine Inkraftsetzung des Gesetzes. Everytown hat ähnliche Kampagnen auch für Arizona, Maine und Oregon angekündigt.

### Zusammenarbeit mit der NBA
Im Dezember 2015 begann Everytown eine Zusammenarbeit mit der National Basketball Association (NBA). Ziel war eine Serie von Werbespots für eine Beendigung der Schusswaffengewalt, ohne Empfehlung spezifischer politischer Maßnahmen. Zu den NBA-Spielern, die in diesen Spots auftraten, zählten Stephen Curry und Carmelo Anthony. Die ersten Spots wurden am 25. Dezember 2015 ausgestrahlt.

## Organisation

### Beirat
Everytown hat einen Beirat (Advisory Board), der aus Bürgermeistern, Unternehmenschefs, hochrangigen Militärangehörigen und Überlebenden von Schusswaffengewalt besteht. Im Januar 2014 bestand der Beirat aus folgenden Personen
- Art Acevedo – Polizeichef, Houston, Texas
- Tom Barrett – Bürgermeister von Milwaukee, Wisconsin
- Stephen Barton – Überlebender des Amoklaufs von Aurora
- Michael R. Bloomberg – Ehemaliger Bürgermeister von New York City
- David Boren – Ehemaliger Gouverneur und US-Senator von Oklahoma
- Eli Broad – Philanthrop
- Warren Buffett – Investor
- Gloria Chavez – Bürgermeisterin von Tijeras, New Mexico
- David Chipman – Ehemaliger Mitarbeiter des Bureau of Alcohol, Tobacco, Firearms, and Explosives
- Michael B. Coleman – Ehemaliger Bürgermeister von Columbus, Ohio
- Carlos Giménez – Bürgermeister von Miami-Dade County, Florida
- Roxanna Green – Mutter von Roxanna Green, die 2011 beim Attentat von Tucson erschossen wurde
- Nick Hanauer – Investor
- Geoffrey Henry – Bürgermeister von Oxford, Pennsylvania
- Irwin M. Jacobs – Ehemaliger Vorsitzender von Qualcomm
- Danny Jones – Bürgermeister von Charleston, West Virginia
- Ken Lerer – Geschäftsmann und Medienunternehmer
- John Mack – Ehemaliger CEO von Morgan Stanley
- Chris McDonnell – Vater von Grace McDonnell, einer Schülerin, die beim Amoklauf an der Sandy Hook Elementary School getötet wurde
- Marc Morial – Präsident der National Urban League
- Mike Mullen – Admiral a. D. der U.S. Navy
- Michael Nutter – Bürgermeister von Philadelphia, Pennsylvania
- Annise Parker – Ehemalige Bürgermeisterin von Houston, Texas
- Cleopatra und Nathaniel Pendleton – Eltern von Hadiya Pendleton, einer Schülerin, die 2013 in Chicago erschossen wurde
- Gilles Rousseau – Vater von Lauren Rousseau, einer Lehrerin, die beim Amoklauf an der Sandy Hook Elementary School getötet wurde
- Christy Salters Martin – Ehemaliger Berufsboxer, Überlebender von Schusswaffengewalt
- Shannon Watts – Gründerin von Moms Demand Action for Gun Sense

### Mayors Against Illegal Guns
Die Mitgliedschaft von MAIG besteht aus „mehr als 1000 amtierenden und ehemaligen Bürgermeistern“. Zwischen dem Amoklauf an der Sandy Hook Elementary School (Dezember 2012) und einer Zählung im Februar 2014 fiel die Zahl der Mitglieder um 15 %, von 1.046 auf 885. Der Präsident der NRA, James W. Porter II, sagte, es gebe „sehr wenig politischen Willen, eines dieser Waffenthemen anzugehen“. Einige Bürgermeister gaben an, die Gruppe, die sich anfangs nur gegen illegale Schusswaffen gewesen sei, habe Schusswaffen schließlich generell abgelehnt. Der Vorsitzende von MAIG, John Feinblatt, dagegen berichtete, die Gruppe habe ihre Prinzipien keineswegs geändert, und der Rückgang der Mitgliederzahl sei „nur die natürliche Folge dessen, dass Bürgermeister unserer Koalition abhängig von ihren Amtsperioden beitreten und sie wieder verlassen.“
2009 bestätigten mindestens vier Bürgermeister, als Reaktion auf eine Briefkampagne der NRA, öffentlich ihre Unterstützung der Organisation. Eine Bürgermeisterin bestätigte ihre Mitgliedschaft und stellte gleichzeitig fest: „Diese Organisation hat sich nicht dafür eingesetzt, Waffen insgesamt loszuwerden oder dem Volk die Rechte des Zweiten Amendments wegzunehmen.“

### Moms Demand Action For Gun Sense in America
Moms Demand Action for Gun Sense in America wurde am 15. Dezember 2012 gegründet, einen Tag nach dem Amoklauf an der Sandy Hook Elementary School. Die Gründung erfolgte aus einer Graswurzelbewegung, die sich zunächst um eine Facebookseite One Million Moms for Gun Control scharte und dann in Indianapolis von Shannon Watts in eine Organisation umgewandelt wurde. Ende 2013 hatte Moms Demand Action bereits 130.000 Mitglieder und Ortsvereine (Chapters) in allen 50 Bundesstaaten. Die Gruppe selbst hat die Organisation Mothers Against Drunk Driving als eines ihrer Vorbilder genannt. Moms Demand Action setzt sich für Vorbeugung gegen Schusswaffengewalt ein und hat Lobbyarbeit bei Mitgliedern des US-Kongresses geleistet, um dafür zu werben, dass die Background Checks für Schusswaffenkäufer ausgedehnt werden. Die Organisation gibt auch an, Starbucks überredet zu haben, Personen, die Schusswaffen mit sich zu führen, vom Betreten ihrer Kaffeehäuser auszuschließen. In einer Werbekampagne, die die Gruppe durchgeführt hat, wurden Gesetze, die Angriffswaffen wie z. B. halbautomatische Gewehre betreffen, mit Gesetzen gegen die Verbreitung anderer Dinge verglichen, wie z. B. Kinder-Überraschungs-Eier (deren Verkauf in den USA verboten ist), zeitweilig verbotenen Büchern (Rotkäppchen) und die Ballsportart Dodgeball.
Im Dezember 2013 berichtete Moms Demand Action von ihrem Zusammenschluss mit Mayors Against Illegal Guns zu einer gemeinsamen Organisation Everytown for Gun Safety. Im Oktober 2017 hatte Moms Demand Action 4 Mio. Mitglieder. Im Februar 2018, nach dem Schulmassaker von Parkland, warb die Gruppe bei verschiedenen Streaming-Anbietern dafür, den Online-Kanal der NRA (NRATV) aus ihren Angeboten zu entfernen.

### Students Demand Action for Gun Sense in America
Students Demand Action for Gun Sense in America ist die Studentenorganisation von Everytown. Nach dem Schulmassaker von Parkland an der Marjory Stoneman-Douglas High School im Februar 2018 flehten viele Schüler Everytown for Gun Safety an, eine Unterorganisation zu gründen, die sich dem Schüleraktivismus widmet. Als Reaktion darauf gründete Everytown die Studentenorganisation und nahm Anfang 2018 Bewerbungen von Studenten an, die ihre eigenen Gruppen der Gruppe gründen wollten. Zwei Tage nach der Kundgebung March for Our Lives in Washington, D.C. am 24. März 2018 kündigte Everytown an, dass ein Zuschussprogramm in Höhe von 1 Million US-Dollar zur Verfügung gestellt werde, um das bereits aufkeimende Wachstum zu beschleunigen. Lokale Ortsverbände von Students Demands Action arbeiten mit dem nationalen Büro von Everytown for Gun Safety und den lokalen Moms Demand Action Ortsverbänden zusammen, um die Interessenvertretung zu koordinieren. Anfang 2019 veranstaltete Moms Demand Action in mehreren Bundesstaaten in Abstimmung mit den lokalen Ortsverbänden von Students Demand Action gesetzgeberische Interessenvertretungen. Laut Everytown wurden bis Ende 2018 über 200 Gruppen gegründet.

## Kritik der NRA an Everytown
Im September 2009 erklärte das Institute for Legislate Action der NRA (NRA-ILA), dass Mayors Against Illegal Guns sich keineswegs nur gegen illegale Schusswaffen, sondern generell gegen Schusswaffen einsetze. Die NRA hielt ihre Mitglieder dazu an, bei ihren Bürgermeistern brieflich für einen Austritt aus MAIG zu werben. Im Oktober 2009 erklärte die NRA-Sprecherin Rachel Parsons, dass infolge der Briefkampagne „die Zahl der Bürgermeister sowohl kleiner als auch großer Städte, die dem Bündnis angehören, von 463 auf weniger als 400 gefallen“ seien. Bloomberg dagegen erklärte, dass zwar 60 Bürgermeister gegangen, aber 110 andere Bürgermeister neu eingetreten seien.
Eine besondere Zielscheibe der Kritik durch die NRA war der Mitbegründer von Mayors Against Illegal Guns, Michael Bloomberg. In einem Leitartikel ihres Nachrichtenmagazins America’s 1st Freedom nannte die NRA Bloomberg einen „Milliardär“, [einen] Boston-entsprungenen Evangelisten für einen Kindermädchen-Staat, der eine „Kabale“ anführt. Redakteur James O. E. Norell schrieb über Bloomberg: „nur seinem Ehrgeiz verpflichtet, hat der Bürgermeister sich selbst zum nationalen Waffenkontrollwächter erhoben.“
Die Titelseite der Ausgabe zeigt Bloomberg, wie die New York Times es formulierten, als einen „gigantischen Oktopus, der grimmig und leicht irrsinnig aussieht, mit hinter ihm wirbelnden Fangarmen“.
Auf der Webseite der NRA ist eine Liste mit den Namen von 73 Bürgermeistern aufgeführt, die MAIG verlassen haben, darunter allein 15 aus Pennsylvania. Die Bürgermeisterin von Williamsport, Pennsylvania gibt an, sie sei ausgetreten, weil sie glaubte, MAIG habe versucht, „jeglichen Schusswaffenbesitz zu untergraben, nicht nur den Besitz illegaler Schusswaffen“. John Tkazik, Bürgermeister von Poughkeepsie, New York, NRA-Mitglied und ehemaliges MAIG-Mitglied, sagt, er und 50 andere seien aus MAIG ausgeschieden, weil die Organisation „für Bloomberg ein Mittel wurde, mit dem er seine persönliche Gun-Control-Agenda befördern“ wolle – ein Verstoß gegen die Rechte gesetzestreuer Bürger aus dem Zweiten Verfassungszusatz […] Es habe nicht lange gedauert, zu begreifen, dass die Agenda von MAIG viel weiter ging, als Schusswaffenverbrecher loszuwerden; dass MAIG unter einer Maske der Unterstützung von Bürgermeistern beim Kampf gegen eine Verbrechens- und Drogenepidemie die Absicht habe, für die Konfiszierung der Waffen gesetzestreuer Bürger zu werben.
Die NRA hat auch erklärt, MAIG habe Namen von Bürgermeistern ohne deren Zustimmung benutzt, und die Namen weiterer absichtlich falsch angegeben.

## Kontroverse

### Statistik der Schulschießereien 2018
Nach dem Schulmassaker von Parkland am 14. Februar 2018 gab Everytown an, dies sei in diesem Jahr bereits der 18. Fall einer Schießerei an einer amerikanischen Schule. Die Washington Post nannte diese Zahl „schlichtweg falsch“. Everytown hatte seine Zählung mit dem Fall eines 31-jährigen Mannes begonnen, der auf dem Parkplatz einer seit sieben Monaten geschlossenen Schule Selbstmord begangen hatte. Die Organisation hatte auch den Fall eines Drittklässlers mitgezählt, der den Abzug der im Halfter befindlichen Waffe eines Polizisten gezogen hatte; der Schuss war in den Boden gegangen. Everytown ist vorgeworfen worden, dass in seine Statistik der Schulschießereien jedes Vorkommnis aufgenommen wird, bei dem „in einem Schulgebäude oder auf dem Schulgrundstück ein Schuss fällt“. USA Today berichtete am 16. Februar, dass die Zahl der Schulschießereien bis zu diesem Tage tatsächlich sechs betrage. Das Nachrichtenmagazin Time, das wiederum andere Kriterien verwendet, kam sogar nur auf vier.
Die Definitionskriterien, die Everytown für ihre Statistik verwendet, wurden bereits 2014 kritisiert, als die Organisation angab, seit Sandy Hook hätten sich schon 74 weitere Schulschießereien ereignet.